# Ste. Genevieve County
Das Ste. Genevieve County ist ein County im US-amerikanischen Bundesstaat Missouri. Im Jahr 2020 hatte das County 18.479 Einwohner und eine Bevölkerungsdichte von 14,2 Einwohnern pro Quadratkilometer. Der Verwaltungssitz (County Seat) ist Ste. Genevieve.

## Geografie
Das County liegt im Südosten von Missouri, grenzt an Illinois, von dem es durch den Mississippi getrennt ist. Es hat eine Fläche von 1318 Quadratkilometern, wovon 17 Quadratkilometer Wasserfläche sind. An das Ste. Genevieve County grenzen folgende Nachbarcountys:
| Jefferson County    |  | Monroe County (Illinois)   |
|                     |  | Randolph County (Illinois) |
| St. Francois County |  | Perry County               |

## Geschichte
Das Ste. Genevieve County wurde 1812 gebildet. Benannt wurde es, ebenso wie die Bezirkshauptstadt Sainte Genevieve, nach dem früher hier vorhandenen französischen Distrikt, der nach Geneviève, der Schutzpatronin von Paris, benannt wurde.
Zwei Orte im County haben den Status einer National Historic Landmark, das Louis Bolduc House und der Ste. Genevieve Historic District. Sechs Bauwerke und Stätten des Countys sind insgesamt im National Register of Historic Places eingetragen (Stand 6. Februar 2018).

## Demografische Daten
Nach der Volkszählung im Jahr 2010 lebten im Ste. Genevieve County 18.145 Menschen in 7.369 Haushalten. Die Bevölkerungsdichte betrug 13,9 Einwohner pro Quadratkilometer. In den 7.369 Haushalten lebten statistisch je 2,42 Personen.
Ethnisch betrachtet setzte sich die Bevölkerung zusammen aus 97,6 Prozent Weißen, 0,7 Prozent Afroamerikanern, 0,3 Prozent amerikanischen Ureinwohnern, 0,3 Prozent Asiaten sowie aus anderen ethnischen Gruppen; 1,0 Prozent stammten von zwei oder mehr Ethnien ab. Unabhängig von der ethnischen Zugehörigkeit waren 0,8 Prozent der Bevölkerung spanischer oder lateinamerikanischer Abstammung.
23,3 Prozent der Bevölkerung waren unter 18 Jahre alt, 60,7 Prozent waren zwischen 18 und 64 und 16,0 Prozent waren 65 Jahre oder älter. 49,5 Prozent der Bevölkerung war weiblich.

Das jährliche Durchschnittseinkommen eines Haushalts lag bei 48.963 USD. Das Prokopfeinkommen betrug 21.970 USD. 11,7 Prozent der Einwohner lebten unterhalb der Armutsgrenze.

## Ortschaften im Ste. Genevieve County
Citys
- Bloomsdale
- Ste. Genevieve
- St. Mary

Unincorporated Communities
| - Avon - Brickeys - Clearwater - Clement - Coffman - Copper Mine | - Kinsey - Lawrenceton - Millers - Minnith - Mosher - Needmore | - New Bourbon - New Offenburg - Ozora - River aux Vases - Rocky Ridge - Saint Jude Acres | - Sprott - Thomure - Valley View - Weingarten - Womack - Zell |

## Gliederung
Das Ste. Genevieve County ist in fünf Townships eingeteilt:
| Township                | Einwohner (2010) | FIPS     |
| ----------------------- | ---------------- | -------- |
| Beauvais Township       | 1789             | 29-03790 |
| Jackson Township        | 3616             | 29-36098 |
| Saline Township         | 8991             | 29-64185 |
| Ste. Genevieve Township | 970              | 29-65396 |
| Union Township          | 2779             | 29-74968 |